# São Mamede (Batalha)
São Mamede est une freguesia portugaise située dans le District de Leiria.
Avec une superficie de 40,38 km2 et une population de 3 513 habitants (2001), la paroisse possède une densité de 87,0 hab/km2.